# مولبو (جبنة)
مولبو هو جبن دنماركي، يُصنع في منطقة مولز. يشبه إلى حدٍ كبير إدام (جبنة)|جبنة الإدام، مع نكهة خفيفة لاذعة ومالحة قليلاً، تحوي ثقوب صغيرة منتظمة، صلبة القوام، وتغطّى بطبقة من الشمع الأحمر. تُصنع جبنة مولبو من حليب البقر.